# Boudionovka
 (mars 2012).
Si vous disposez d'ouvrages ou d'articles de référence ou si vous connaissez des sites web de qualité traitant du thème abordé ici, merci de compléter l'article en donnant les références utiles à sa vérifiabilité et en les liant à la section « Notes et références ».
Boudionovka (en russe : будёновка, boudyonovka) est un type de chapeau qui était un élément essentiel de l'uniforme communiste de la guerre civile russe.

## Description
Son nom officiel est « le casque drapé » (шлем суконный). Nommé d'après Semion Boudienny, il a été également connu comme la « frounzovka »[réf. nécessaire]. C'est un chapeau de laine qui couvre les oreilles et le cou et qui peut être porté sous un casque. Le chapeau a un bec et des oreillettes qui peuvent être pliées et boutonnées sous le menton.

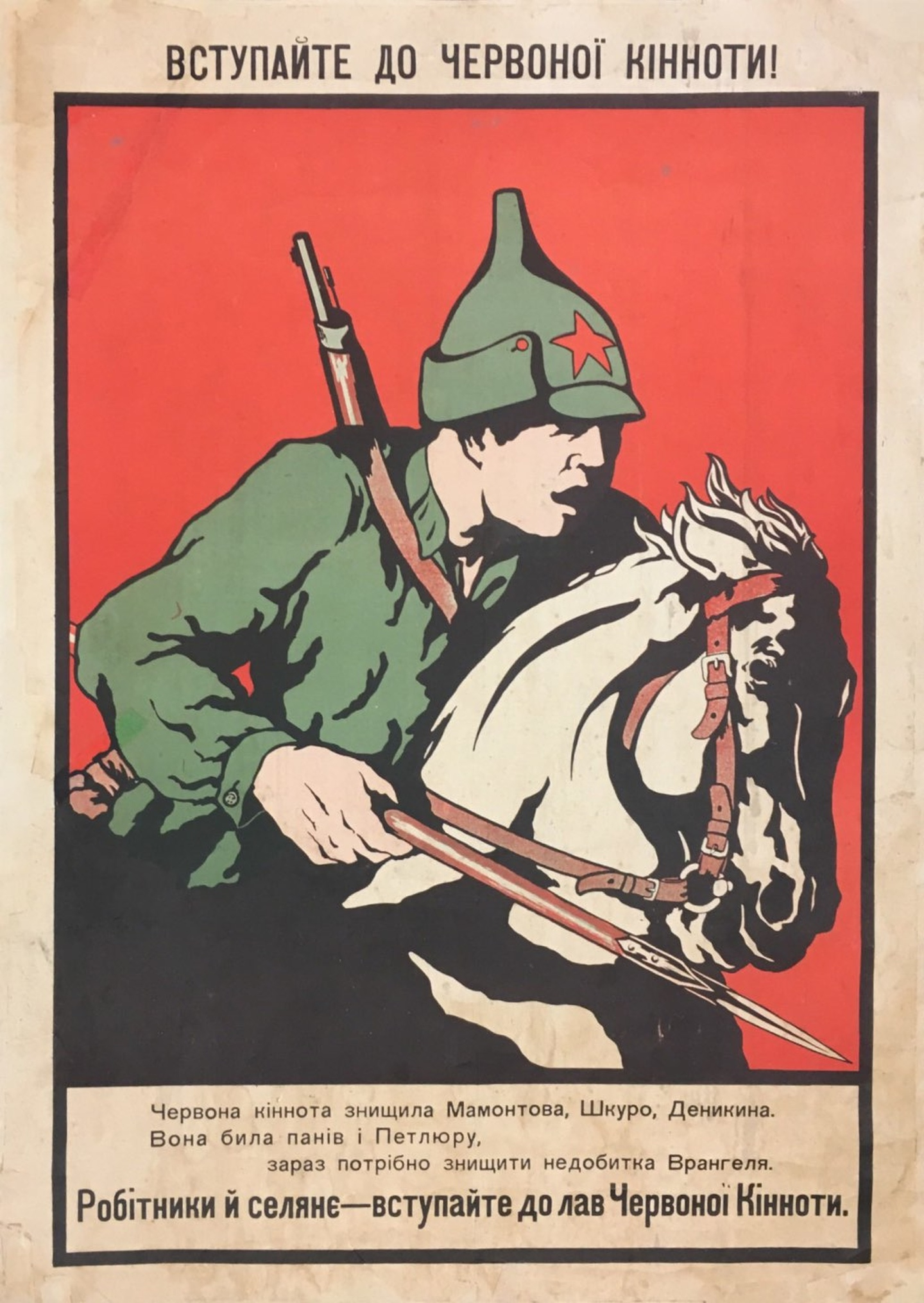
« Rejoignez la Cavalerie Rouge » (affiche ukrainienne, 1920)

## Histoire
Le chapeau fut créé par Viktor Vasnetsov dans le cadre d'un nouvel uniforme pour l'armée russe[réf. souhaitée]. Viktor Vasnetsov, un célèbre peintre russe, s'était inspiré du casque des Bogatyr. Son nom original était « bogatyrka » (богатырка). Il avait pour but d'amener les troupes russes à s'identifier aux héros légendaires du folklore russe. Les Bogatyrkas étaient déjà destinés à faire partie d'un nouvel uniforme. Ils avaient été produits au cours de la Première Guerre mondiale, mais n'avaient pas été officiellement adoptés. Une autre version, très populaire en Russie, dit que les bogatyrkas furent conçus pour une parade militaire dans le cadre d'un uniforme historique, qui comprenait également un pardessus, qui fut utilisé dans l'Armée rouge dans une série limitée.
Au cours de la guerre civile russe, les troupes communistes n'avaient pas l'obligation de porter les uniformes de l'armée impériale russe. Ils utilisaient les bogatyrkas, car ils étaient distinctifs. Les bogatyrkas étaient couramment décorés par des étoiles rouges comme une marque distinctive. Ces décorations étaient souvent de fortune, mais plus tard, elles ont été standardisées, et un gros badge étoilé rouge a été cousu à l'avant du chapeau. Dans certains cas, il était bleu, (pour la cavalerie) ou noir (pour l'artillerie). Cela a permis aux communistes d'utiliser l'image du « Bogatyrka rouge » pour combattre l'ancien système corrompu de Russie, employant ainsi l'idée originale de Vasnetsov. À l'époque, le chapeau fut rebaptisé Boudenovka. Il fut également appelé Frounzenka, comme Mikhaïl Frounze, l'un des chefs de l'armée bolchevique.
Le modèle initial avec la pointe haute fut remplacé par un modèle plus pratique à faible pointe en 1927.

## Déclin de son utilisation
Le chapeau n'a pas survécu longtemps comme élément de l'uniforme de l'Armée rouge pour des raisons politiques et pratiques. Bien qu'il fût relativement facile à produire, il fallait de la laine, qui était chère. Par conséquent, cela ne fournissait pas une bonne protection par temps de froid. Il était par ailleurs difficile à porter sous le casque. Une autre raison était qu'il appartenait à la période révolutionnaire de l'histoire russe dans lequel l'expression artistique et politique avait été sous le contrôle de l'État.
Il a été abandonné au cours des réformes de l'armée au milieu des années 1930. Les boudionovkas étaient encore en usage pendant la Guerre d'Hiver de 1939, mais elles ont été presque complètement remplacées lors du début de la Grande Guerre patriotique en 1941 par le calot (appelé pilotka) et la oushanka, une casquette à oreillettes en fourrure, mais certaines étaient encore utilisées par les partisans soviétiques.
La boudionovka est devenu un emblème de l'histoire de l'Armée rouge, étant notamment une image importante de la guerre civile russe. Les boudionovkas étaient une coiffure populaire auprès des enfants jusqu'à la fin de l'ère soviétique. Elles continuent de faire partie de l'uniforme de l'armée de l'État de Transnistrie.